# Gottfried Aschmann

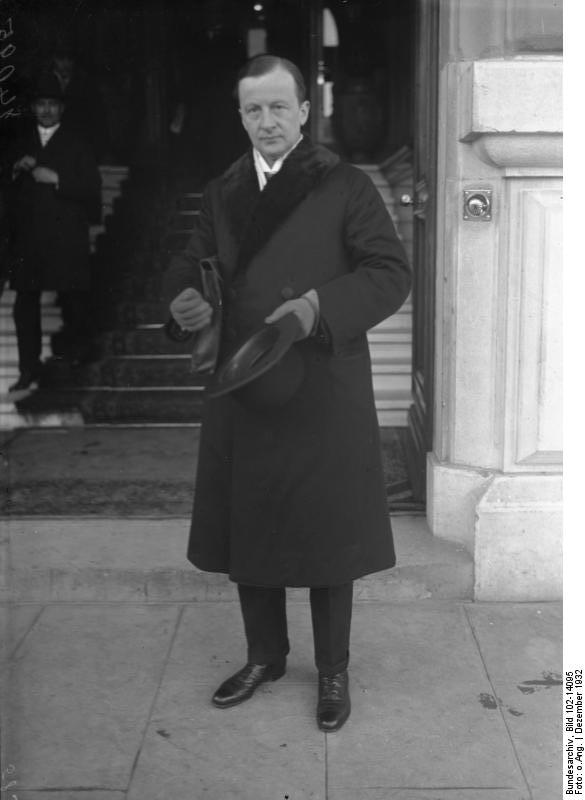
Gottfried Aschmann, Dezember 1932

Ernst Raimund Gottfried Aschmann (* 18. Juli 1884 in Wilhelmshaven; † 31. Juli 1945 in Weesow, Werneuchen) war ein deutscher Diplomat, der von 1933 bis 1939 die Abteilung Presse im Reichsaußenministerium leitete.

## Leben
Seine Eltern Rose Henriette Dorothea geb. Behrend und Ernst Wilhelm Aschmann (* 15. Juni 1848 Stuhm/Westpr.; † 29. Oktober 1910 in Charlottenburg bei Berlin, Konteradmiral) ließen ihn evangelisch taufen. Am 4. Juli 1913 heiratete er Dora geb. von Siemens, Tochter von Elise Görz (1850–1938) und Georg von Siemens. Ihre Kinder waren Ernst Georg (2. April 1914), Gottfried (6. Mai 1921), Günther (22. Oktober 1922) und Rose-Marie (23. Januar 1925). Er besuchte das Prinz-Heinrichs-Gymnasium und das Kaiserin Augusta-Gymnasium in Berlin-Charlottenburg, wo er sein Abitur erhielt.
Ab 1904 studierte er Rechtswissenschaft in Grenoble, Heidelberg, Göttingen und Berlin, am 14. November 1908 absolvierte er sein Referendarexamen, am 27. März 1914 sein Assessorexamen und trat in den preußischen Justizdienst ein. Vom 12. Mai bis 5. August 1914 war er zur informatorischen Beschäftigung bei Petroleumgesellschaften in Berlin, London und Bukarest beurlaubt. Vom 5. August 1914 bis Dezember 1918 während des Ersten Weltkrieges stieg er in der preußischen Armee überwiegend im militärischen Justizdienst zum Kriegsgerichtsrat in Berlin auf. 1918 trat er in den Auswärtigen Dienst ein und wurde einer Außenhandelsstelle attachiert.
Von 1920 bis 1921 war er Gesandtschaftssekretär in Paris. Von 1921 bis 1924 war er Gesandtschaftssekretär im Reichsaußenministerium in Berlin. Von 7. Mai 1924 bis 6. Mai 1928 hatte er das  Exequatur als Generalkonsul in Genf und leitete das Konsulat in Genf, wo er 1926 zum Konsul ernannt wurde.
Von 1928 bis 1932 war er Botschaftsrat in Konstantinopel und Ankara.
1932 wurde er stellvertretender und 1933 Leiter der Presseabteilung im Reichsaußenministerium. Im gleichen Jahr wurde er zum vortragenden Legationsrat ernannt. 1938 wurde er zum Ministerialdirektor und Gesandten erster Klasse ernannt. Am 20. April 1939 wurde er mit Wirkung vom 1. Oktober 1939 in den Ruhestand versetzt, allerdings schon am 30. August 1939 wieder beschäftigt. Von 1939 bis 1940 wurde er kommissarisch an der Gesandtschaft in Den Haag beschäftigt. 1940 wurde er zur Wehrmacht einberufen und als Kriegsgerichtsrat eingesetzt. Von 1942 bis 1944 war er Abteilungsleiter im Stab des Militärverwaltungschefs in Belgien und Nordfrankreich.
1945 geriet er in Haft der Behörden der Sowjetunion.
Seine Frau war bis zur Bodenreform 1945/1946 mit ihren Schwestern Mitinhaberin von mehreren Rittergütern südlich von Berlin, so von (Wendisch)-Ahlsdorf, Reinsdorf und Nonnendorf bei Dahme/Mark. Über seine Ehefrau war Aschmann u. a. mit Karl Helfferich und Theodor Wiegand verschwägert.